# Lepidozia rufescens
Lepidozia rufescens là một loài Rêu trong họ Lepidoziaceae. Loài này được Steph. mô tả khoa học đầu tiên năm 1916.